# Marie Rappold
Marie Rappold   (17 d'agost de 1874 - 12 de maig de 1957) fou una soprano d'òpera nord-americana d'origen alemany. Va cantar amb l'Òpera metropolitana entre 1905 i 1920.

## Biografia
Va néixer a Barmen, Alemanya, el 17 d'agost de 1872.
Va aparèixer a l'escenari de Londres als cinc anys abans de traslladar-se amb els seus pares a Brooklyn, Nova York, on després va estudiar amb Oscar Saenger i va cantar amb la companyia d'òpera alemanya d'Amberg.

## Carrera
El 22 de novembre de 1905, Rappold va fer el seu debut al Metropolitan Opera com Sulamith a Die Königin von Saba (La reina de Saba, 1875) de Károly Goldmark. Va continuar presentant-se al Met fins al 1920, durant el qual va dedicar un total de 198 actuacions en 23 papers i 22 òperes. El seu primer marit, el doctor Julius Rappold, es va oposar a la seva carrera i es va divorciar del 1907. El 1913 es va casar amb el tenor Rudolf Berger (17 d'abril de 1874, Moràvia - 27 de febrer de 1915, ciutat de Nova York).
Durant la Primera Guerra Mundial, "Edison Records" va iniciar una campanya de màrqueting, contractant importants cantants d'òpera i intèrprets de Vaudeville per actuar al costat i alternar amb els discos d'Edison" de les seves actuacions interpretades en els discos més alts de la línia de fonografies de discos "Edison Diamond". En diverses etapes durant les representacions, totes les llums del teatre s'enfosqueixen i el públic va tenir el repte d'endevinar si estaven escoltant una representació en directe o una gravació. Relats escrits de l'època sovint deien que gran part de l'audiència es va sorprendre quan les llums es van tornar a apagar i només van revelar el fonògraf d'Edison a l'escenari. Segons un llibre publicat per la companyia Edison titulat "Compositors and Artists dont the Art is Re-Created by Edison's New Art" (vers. 1920), el primer "test de comparació" va tenir lloc al Carnegie Hall el 28 d'abril de 1916, amb Rappold proporcionant la interpretació vocal en directe.
Va gravar a Edison i Victor Records, i va aparèixer en curtmetratges per a Universal Studios. També va aparèixer en un curtmetratge realitzat per Lee De Forest en el seu procés de pel·lícula sonora en pel·lícula Phonofilm el 1922, que ara es troba a la col·lecció de pel·lícules Maurice Zouary de la Biblioteca del Congrés.
El juny de 1925, Rappold va interpretar el paper femení a l'estrena de l'òpera The Echo de Frank Patterson amb el tenor Forrest Lamont (1881–1937).
Va morir el 12 de maig de 1957 a l'Hospital Victory del nord de Hollywood, Califòrnia. L'11 d'octubre de 2010, l'antiga llar de Rappold a Upstate de Nova York va ser presentada a la sèrie American Channel Pickers de History Channel.